# 한국국제사법학회
사단법인 한국국제사법학회(韓國國際私法學會, Korea Private International Law Association, KOPILA)는 국제사법 및 관련 분야의 이론과 실무에 대한 학술적 연구와 연구자 상호간의 교류 및 공동연구 등을 촉진하는 목적으로 1993년 3월 27일에 설립된 학술단체이다. 사무실은 서울특별시 관악구 관악로 1 서울대학교 법학전문대학원 17동 505호에 있다. 강연회 및 연구보고회의를 개최, 학회지를 비롯한 관련 분야 서적의 발행, 국내외 학회와의 학술교류 및 공동연구 등을 활동하고 있다. 학회지 《국제사법연구》를 발간하고 있다.

## 주요 사업
- 강연회 및 연구보고회의 개최
- 학회지를 비롯한 도서의 간행
- 연구결과의 발표
- 국내외 학회 등 관련단체와의 학술교류 및 공동연구
- 정부기관이나 기업 등에 대한 건의 및 자문
- 학술상 및 우수논문상 수여
- 목적사업의 경비를 충당하기 위한 수익사업
- 그 밖에 본회의 목적을 달성함에 필요한 사업 등

## 역대 회장
| 대수   | 성명   | 소속                              | 재직 기간             |
| ------ | ------ | --------------------------------- | --------------------- |
| 제1대  | 이호정 | 서울대학교 법과대학               | 1993년 3월~1995년 3월 |
| 제2대  | 이호정 | 서울대학교 법과대학               | 1995년 3월~1997년 3월 |
| 제3대  | 이호정 | 서울대학교 법과대학               | 1997년 3월~1999년 3월 |
| 제4대  | 최공웅 | 특허법원장                        | 1999년 3월~2001년 3월 |
| 제5대  | 최공웅 | 법무법인 화우                     | 2001년 3월~2003년 3월 |
| 제6대  | 최공웅 | 법무법인 화우                     | 2003년 3월~2005년 3월 |
| 제7대  | 최공웅 | 법무법인 화우                     | 2005년 3월~2007년 3월 |
| 제8대  | 김문환 | 국민대학교 법과대학               | 2007년 3월~2009년 3월 |
| 제9대  | 김문환 | 국민대학교 법과대학               | 2009년 3월~2011년 3월 |
| 제10대 | 손경한 | 성균관대학교 법학전문대학원       | 2011년 3월~2013월 3월 |
| 제11대 | 손경한 | 성균관대학교 법학전문대학원       | 2013년 3월~2015년 3월 |
| 제12대 | 정병석 | 김앤장 법률사무소                 | 2015년 3월~2016년 3월 |
| 제13대 | 정병석 | 김앤장 법률사무소                 | 2016년 3월~2018년 3월 |
| 제14대 | 석광현 | 서울대학교 법학전문대학원         | 2018년 3월~2020년 3월 |
| 제15대 | 석광현 | 서울대학교 법학전문대학원         | 2020년 3월~2022년 3월 |
| 제16대 | 노태악 | 대법관, 중앙선거관리위원회 위원장 | 2022년 3월~2024년 3월 |
| 제17대 | 노태악 | 대법관, 중앙선거관리위원회 위원장 | 2024년 3월~           |

## 조직
- 명예회장
- 고문
- 회장
- 부회장
- 총무이사
- 연구이사
- 국제이사
- 편집이사
- 기획이사
- 섭외이사
- 재무이사
- 홍보이사
- 상임이사
- 이사
- 감사

## 학술지
- 《국제사법연구》[1]